# Доналд Тръмп
Доналд Джон Тръмп (на английски: Donald John Trump), често изписван като DJT (Ди Джей Ти), е американски бизнес магнат, милиардер, автор и медийна личност, 45-и и 47-и президент на САЩ. Роден е на 14 юни 1946 г. в Куинс, Ню Йорк.
Тръмп е президент и главен изпълнителен директор на „Тръмп Организейшън“; основател на „Тръмп Ентертеймънт Ризортс“ – организация, която ръководи многобройни казина и хотели в целия свят. Екстравагантният му начин на живот и маниери са го утвърдили като знаменитост – статус, засилващ се от успеха на неговото риалити шоу „Стажантът“ (The Apprentice), където е в ролята на водещ цели 14 сезона (в периода 2004 – 2015 г.).
От президентските избори през 1988 г. е разглеждан като потенциален кандидат за президент почти на всички избори. През октомври 1999 година той обявява намерението си да се яви на президентските избори като кандидат от Реформистката партия (създадена от милиардера Рос Перо), но на 14 февруари 2000 г. оттегля кандидатурата си.
През септември 2010 г. Доналд Тръмп заявява, че „сериозно обмисля“ възможността да се кандидатира за президент на САЩ за 2012 г. На изборите през 2008 г. той поддържа кандидата на Републиканската партия Джон Маккейн, който губи от съперника си – демократа Барак Обама.
На 16 юни 2015 г. Доналд Тръмп обявява, че се включва в борбата за поста президент на САЩ на президентските избори през 2016 г. След традиционните за САЩ предварителни избори Тръмп е избран за кандидат на Републиканската партия. Негов основен съперник за президентския пост е Хилъри Клинтън.
През 2016 г. и 2024 г. е обявен от списание „Тайм“ за „Личност на годината“.
Става вторият в историята кандидат за поста президент на САЩ от главните партии, който поначало е бил известен преди всичко като бизнесмен (първият е Уендъл Уилки през 1940 г.)
На президентските избори на 8 ноември 2016 г. Тръмп печели победата с 306 гласа (56,88 %), като си осигурява повече делегати в избирателната колегия, въпреки че получава по-малко гласове – (61 332 151) сред населението от кандидата на Демократическата партия Хилъри Клинтън, за която има 62 562 377 гласа. Това е четвъртият подобен случай в историята на САЩ.
Към избирането си Тръмп е най-възрастният от избраните за първи мандат президенти на САЩ – на 70 години, подобрявайки рекорда на Роналд Рейгън, избран за първи път, когато е 69-годишен през 1980 г. Този рекорд е подобрен през 2021 г., когато 78-годишният Джо Байдън става президент. Тръмп също така официално е и най-богатият човек заемал поста на президент на САЩ. Доналд Тръмп е единственият американски президент, който не е заемал никакъв държавен или военен пост преди влизането си в Белия дом.
На 18 декември 2019 г., Камарата на представителите гласува неговия импийчмънт, по обвинения за злоупотреба на власт, и възпрепятстване на работата в Конгреса, правейки го третият президент в историята на САЩ, срещу когото е започната процедура по отстраняването му. На 5 февруари е оправдан по двете обвинения от Сената.
На 27 август 2020 г. президентът Тръмп официално се съгласява отново да стане кандидат за президент на САЩ от Републиканската партия.
Същата година губи изборите за президент. На 3 ноември 2020 г. за Джо Байдън гласуват 81 281 888 души и печели 306 електорални гласа, докато за Тръмп гласуват 74 223 251 и получава 232 електорални гласа. Тръмп и неговите подгласници поставят под съмнение тези резултати и правят многократни опити да ги оспорят по съдебен път, а на 6 януари 2021 поддръжници му нахлуват в Капитолия и прекъсват за кратко официализирането на президентството на Байдън. На 13 януари 2021 г., с обвинение за подбуждане на метеж, Камарата на представителите гласува за втори път негов импийчмънт което е и безпрецедентно в историята на САЩ.
По време на предизборен митинг в Пенсилвания на 13 юли 2024 г. срещу Тръмп е направен опит за убийство, при който той е леко ранен.
На президентските избори в САЩ на 5 ноември 2024 година Тръмп побеждава претендента си Камала Харис, като за него гласуват 77 302 580 души и получава 312 електорални гласа (49,8 %), докато за Харис гласуват 75 017 613 души и тя получава 226 електорални гласа (48,3 %). Така на 20 януари 2025 година Тръмп встъпва в длъжност като 47-ия президент на САЩ и става едва втория президент на страната със спечелени два непоследователни мандата след Гроувър Кливланд. Тъй като е на 78 години това го прави и най-възрастния президент на САЩ към този момент.

## Ранни години
Доналд е роден на 14 юни 1946 г. в Куинс, Ню Йорк като четвъртото от петте деца на Фред Тръмп – богат строителен предприемач, чието бизнес седалище е в Ню Йорк. Тръмп е бил силно повлиян от баща си в своята цел да направи кариера в сферата на недвижимите имоти. След като завършва бизнес-училището Wharton към университета в Пенсилвания през 1968 г., се присъединява към компанията на баща си „Тръмп Организейшън“.

## Бизнес кариера
Първите си бизнес сделки Доналд прави в „Тръмп Организейшън“ на 28-годишна възраст (1974 г.) в Манхатън. Той бързо става известен в града със самовлюбеното си отношение, но и с готовността за поемане на рискове. През 80-те Тръмп обособява направленията на своите сделки с недвижими имоти – хотели и бизнес сгради в Ню Йорк Сити.
През 1977 г. се жени за чехкинята Ѝвана Зѐлничкова. От този брак се раждат синовете му Доналд Младши (р. 1977) и Ерик (р. 1984), както и дъщеря му Иванка (р. 1981). През 1992 г. се развежда.
Доналд реализира печалби в бизнеса с недвижими имоти – жилищната сграда Тръмп Уърлд Тауър, други бизнес и офис сгради, както и от хазарт в собствените му казина в Атлантик Сити, Ню Джърси и Флорида. През 1992 г. се налага да продаде авиокомпанията Trump Shuttle.
Скоро след построяването на Тръмп Тауър в Манхатън, Доналд Тръмп вече е считан за един от най-популярните богаташи в САЩ. Печели популярност със своето приятелско отношение към всичките си служители, независимо от тяхната позиция в рамките на компанията. През март 2004 г. Доналд Тръмп е избран от американските граждани за най-обичан милиардер.
През ноември 2005 г. „Ню Йорк Таймс“ издава книгата на Тимъти О'Брайън „Изкуството да бъдеш Доналд“, в която авторът твърди, че Тръмп не е милиардер, а просто мултимилионер – О'Брайън оценява активите му на 250 милиона долара. Тръмп отрича и го дава под съд. Към 2007 г. Брутният годишен доход на Тръмп възлиза на 32 милиона долара, а нетната стойност на богатството му към 2017 г. възлиза на $3,7 милиарда.
През януари 2007 г. Доналд Тръмп получава звезда на Алеята на славата.
През септември 2015 г. Тръмп откупува дяловете на телевизия NBC и продава правата върху „Мис Вселена“ и „Мис САЩ“ на WME/IMG (агенция за търсене на таланти). Това става няколко месеца след като NBC отказва да предава „Мис САЩ“ и заявява желанието си да прекрати съвместната работа с Тръмп след неговите коментари за мексиканските емигранти по време на речта му, в която обявява кандидатурата си за президент.

## Медийна кариера
От 8 януари 2004 г. в американския телевизионен ефир започва излъчването на риалити шоуто „Стажантът“ (The Apprentice), в което Доналд Тръмп търси ръководител за една от своите компании. Наричайки го „върховното интервю за работа“, той поставя задачи на кандидати, които се борят за работа в „Тръмп Организейшън“, с начална годишна заплата от 250 000 щатски долара.
През септември 2015 г. телевизия NBC обявява, че водещ на „Стажантът“ от следващия сезон ще бъде Арнолд Шварценегер.

## Кандидат-президентска кампания през 2016 г.
Президентската кампания на Доналд Тръмп за изборите през 2016 година започва на 16 юни 2015 г. Той е номиниран като кандидат от Републиканската партия за президент на САЩ през 2016 г. на Републиканската национална конвенция през юли същата година, след като печели повечето първични избори и изборни събрания. От своя страна като кандидат за вицепрезидент Тръмп избира губернатора на Индиана Майк Пенс.
Считаните от някои за популистки и националистически позиции на Тръмп срещу нелегалната имиграция и различни споразумения за свободна търговия, като NAFTA и Транс-Тихоокеанско партньорство печелят подкрепа за него особено сред белите, работниците и избирателите без висше образование. В крайна сметка обаче Тръмп взима приблизително толкова гласове и от завършилите образованието си в колеж, колкото и Хилъри Клинтън, и печели всички „вътрешни“ щати без Колорадо, Невада, Ню Мексико и Илинойс. Много от неговите коментари в предизборната му кампания са противоречиви, с което ѝ помагат да предизвика широко отразяване в медиите и социалните мрежи.

## Първи президентски мандат (2017 – 2021)
Тръмп встъпва в длъжност като 45-ият президент на САЩ на 20 януари 2017 г., наследявайки на поста първия чернокож президент Барак Обама.
Неговото избиране за президент се смята като вмешателство от страна на Русия. Самият Тръмп както и неговото правителство отричат за руска намеса в изборите през 2016 г. Неговото президентство се характеризира с постоянно неодобрение от страна на известни холивудски знаменитости, както и на американски и световни политици. Сред най-големите критици на президента Тръмп са: канцлерът на Германия Ангела Меркел, бившите президенти на Франция Никола Саркози и Франсоа Оланд, президента на Иран Хасан Роухани, президента на Венецуела Николас Мадуро, бившите мексикански президенти Висенте Фокс и Фелипе Калдерон, лидерите на Европейски съюз Жан-Клод Юнкер и Доналд Туск. Доналд Тръмп е известен с това, че е обект на сериозна критика като президент от страна на живите си предшественици на президентския пост Джими Картър, Джордж Буш-старши, Бил Клинтън, Джордж Буш-младши и Барак Обама. На изборите през 2016 бившите демократически президенти Картър, Клинтън и Обама подкрепят публично Хилъри Клинтън и призовават да не се допуска Тръмп да бъде избиран. От бившите републикански президенти Буш-старши гласува за Клинтън, а Буш-младши не гласува за президент.
По време на президентството му най-характерното е мащабното намаляване на данъци, забраната на граждани от няколко мюсюлмански страни да влизат на територията на Съединените щати, проектът за построяване на стена по границата с Мексико, увеличаването и разкриването на нови работни места, налагането на вносни мита с които се цели насърчаване на родното производство. Мандатът му се характеризира още със затопляне на отношенията със Северна Корея.
Тръмп освен за националист, крайнодесен популист и авторитарен президент е определян също като протекционист и изолационист.
На няколко пъти известни лица призоваваха срещу президента Тръмп да се задейства импийчмънт и нов президент да стане вицепрезидентът Майк Пенс. Доналд Тръмп през 2019 г. обявява официално, че ще се кандидатира за преизбиране на изборите през 2020 година.
На 5 февруари 2020 г. президентът Тръмп е окончателно оправдан от Сената, където републиканците имат мнозинство, и по този начин става третият президент, който е оправдан и запазил поста си. 45-те демократични сенатори, 2-мата независими и републиканецът Мит Ромни гласуват „за“ неговия импийчмънт, докато останалите 52-ма републикански сенатори гласуват „против“.
През май 2018 година 18 конгресмени от Републиканската партия подписват писмо-обръщение към Нобеловия комитет, в което предлагат Тръмп да стане Нобелов лауреат за 2019 г., заради усилията му за решение на корейския въпрос. В края на 2019 г. английският вестник „Файненшъл Таймс“ включва Тръмп в списъка си с 50 души, които са „определили облика на десетилетието“.
На 2 октомври 2020 г. се съобщава, че Тръмп и съпругата му Мелания имат положителни проби за COVID-19. Тръмп напуска болницата на 5 октомври и се завръща в Белия дом, а лекарят на Белия дом д-р Шон Конли съобщава през нощта на 8 октомври, че президентът е завършил курса на терапия. Той добавя, че Тръмп може да се върне към публичните си ангажименти още на 10 октомври.
На 6 ноември, още преди да е приключило гласуването за президент, при видимо равенство с претендента Байдън, Тръмп заявява, че е победител. От този момент нататък той ще настоява, че победата му е била „открадната“ – теза, която се подкрепя от неговите подържници, но за която не са намерени доказателства, въпреки заведени дела. Два месеца по-късно, на 6 януари 2021 г., когато в Капитолия се официализира изборният резултат, поддръжници на Тръмп нахлуват в сградата и прекъсват процедурата. Безредиците довеждат до смъртта на пет души. Изказванията на президента преди и по време на хода на събитията могат да се приемат като подстрекателство за метеж и служат като основание за процедура по неговото отстраняване, заведена към 13 януари. На 13 февруари 2021 г. при гласуването в Сената за отстраняването на Тръмп са събрани 57 гласа, което е по-малко от изискуемото и то е отхвърлено.

## Втори президентски мандат (2025 – настояще)
Тръмп започва втория си мандат, когато встъпва в длъжност на 20 януари 2025 г. Той е най-възрастният човек, поемал президентството в САЩ (78 г.), и първият осъждан американски президент.
На 20 януари 2025 г. Тръмп оттегля САЩ от Световната здравна организация и Парижкото споразумение. Преди това той е направил това по време на първия си мандат, но бившият президент Байдън подписва отново споразумението в първия си ден от мандата.
През февруари, по инициатива на американското правителство е организирана руско-американска среща в Рияд, Саудитска Арабия. Срещата е с основен акцент за сътрудничеството между двете страни, а също за възобновяване на взаимоотношенията между тях. Срещата е описвана от мнозина анализатори, като най-голямото затопляне във външнополитическите им връзки от години. Това е също първата среща на високо равнище, между двете държави от началото на войната в Украйна.

## Личен живот
Доналд Тръмп е женен три пъти. Първата му съпруга е Ивана Тръмп (1977 – 1992), от която има двама сина – Ерик и Доналд младши, и една дъщеря – Иванка. През 1993 г. се жени за Марла Мейпълс, от която има една дъщеря – Тифани (р. 1993). През 1999 г. се развежда. През 2005 г. Доналд се жени за трети път за словенката Мелания Кнаус. Доналд и Мелания имат син Барън (р. 2006).
Има общо 5 деца: три от първия и по едно от втория и третия си брак. Дядо е на 11 внуци (5 от Доналд-младши, 3 от Иванка, 2 от Ерик и 1 от Тифани).